# Крисс, Маркес
Ма́ркес Дешо́н Крисс (англ. Marquese De'Shawn Chriss, род. 2 июля 1997 года, Сакраменто, Калифорния, США) — американский профессиональный баскетболист, выступающий за команду Китайской баскетбольная ассоциация «Шаньдун Хай-Спид Кирин». Играет на позиции тяжёлого форварда. Был выбран на драфте НБА 2016 года в первом раунде под общим 8-м номером командой «Сакраменто Кингз». На студенческом уровне в течение одного сезона выступал за клуб «Вашингтон Хаскис».

## Ранние годы
Крисс родился и вырос в Сакраменто, Калифорния. Маркес стал четвёртым ребёнком из девяти детей в семье: у него пятеро сестёр (3 старшие, 2 младшие), а также трое младших братьев. Мать Крисса, Шанти Райт, клинический социальный работник в округе Плейсер, Калифорния; отчим, Майкл Райт, раньше проживал в Такоме, и Крисс часто приезжал к нему на северо-запад, что отчасти повлияло на последующий выбор колледжа.
В детстве Крисс любил играть в бейсбол и американский футбол. Во время обучения в 5−8 классах Крисс хорошо показал себя на позициях тайт-энда, дефенсив-энда и сэйфти. Однако в одном из матчей Маркес неудачно приземлился на плечо после попытки получить длинный пас и сломал ключицу. Его мать впоследствии запретила Криссу играть в футбол. В итоге он был вынужден выбрать баскетбол взамен.

## Образование
Крисс посещал школу «Плезант Гров» в городе Элк-Гров, Калифорния. Однако в ней были лишь университетские клубы, что означало лимит мест в командах, особенно для таких игроков как Крисс, у которого до этого не было никакого баскетбольного опыта. Но благодаря своей энергии и усилиям ему удалось пробиться в одну из команд. Маркес начал сезон, находясь в запасе, но в конечном счёте его стали брать и в стартовый состав. Год спустя он начал играть за более взрослую команду; тогда Маркес привёл свой коллектив к лидерству в чемпионате штата. В сезоне 2014/2015 Крисс в среднем за игру набирал 21,9 очков и делал 11,6 подборов и 3,1 блок-шотов. ESPN и 247Sports.com поставили игрока на 60 место в рейтинге новичков.
В январе 2014 года Вашингтонский университет предложил Криссу стипендию, и игрок перешёл в «Вашингтон Хаскис». Маркес необыкновенно успешно начал сезон, записав на свой счёт дабл-дабл (29 очков, 10 подборов) уже во второй игре. В следующих матчах его эффективность достаточно снизилась по причине получения лишних фолов. Однако решение матери Крисса, вероятно, помогло сохранить результативность сына: она посоветовала ему проконсультироваться со спортивным психологом. В результате Маркес был отправлен на обучение игре в защите без ненужных нарушений правил. Учебные курсы положительно сказались на успехах форварда: он закончил сезон, находясь на четвёртом месте по очкам (467), на пятом месте по подборам (183) и на первом месте по блок-шотам (55) в рейтинге первокурсников университета. Процент трёхочковых попаданий также значительно улучшился — с 23,1 в начале сезона до 44,1 к концу. Все 34 игры Крисс начинал в стартовом составе, зарабатывая в среднем по 13,7 очков и делая 5,4 подборов и 1,6 блок-шотов за игру.

## Профессиональная карьера

### Финикс Санз (2016—2018)
23 марта 2016 года Крисс отправил заявку на участие в драфте НБА. На протяжении подготовки к драфту форвард стал потенциальным кандидатом на выбор в первой тройке. За несколько дней до церемонии Крисс заключил многолетнее соглашение с Nike по продвижению одежды и обуви компании. 23 июня был выбран клубом «Сакраменто Кингз» под общим 8-м номером. В тот же вечер был продан в «Финикс Санз». 7 июля официально подписал контракт и присоединился к команде в Летней лиге. Маркес принял участие в трёх матчах, перед тем как он был вынужден покинуть команду до конца соревнования ввиду развившейся болезни.
В регулярном сезоне Крисс появился уже в первой игре, состоявшейся 26 октября, против команды, изначально выбравшей его на драфте, «Сакраменто Кингз». За 22 минуты он заработал 7 очков, сделал 4 подбора, 2 передачи и 1 блок-шот. С Маркесом Криссом, играющим наряду с Девином Букером и Драганом Бендером, «Санз» стали первой командой НБА, имеющей троих новичков на паркете в одной игре. 8 ноября в матче против «Портленд Трэйл Блэйзерс» Крисс набрал 7 очков, совершил 4 подбора и поставил 1 блок-шот за 20 минут игры. 13 декабря сделал свой первый дабл-дабл в профессиональной карьере, состоявший из 14 очков и 12 подборов. 25 января 2017 года Крисс был включён в сборную США для принятия участия в матче новичков НБА. Пять дней спустя Маркес впервые набрал 20 очков за одну игру в матче против «Мемфис Гриззлис». 2 февраля был назван новичком месяца Западной конференции. Через два дня Крисс установил свой личный рекорд результативности, набрав в игре против «Милуоки Бакс» 27 очков. 5 марта заблокировал 5 бросков игроков «Бостон Селтикс», что является одним из лучших результатов среди новичков «Финикса». 1 апреля, играя против «Портленда», Крисс заработал 19 очков и сделал рекордное количество подборов в своей карьере — 13. В качестве дебютанта лиги Маркес Крисс выходил на площадку во всех 82-х матчах сезона, став единственным игроком «Санз» с таким показателем в сезоне 2016/2017. В конце регулярного сезона Крисс был включён во 2-ю сборную новичков НБА.
В июле 2017 года Крисс вновь сыграл за «Санз» в Летней лиге НБА 2017 года. 31 января в победе над «Даллас Маверикс» Крисс достиг отметки в 100 перехватов, 100 трехочковых и 100 блоков в возрасте 20 лет и 213 дней. Он стал третьим самым молодым игроком в истории, набравшим 100 очков по каждому из этих показателей, моложе него это сделали только Леброн Джеймс и Кевин Дюрант.

### Хьюстон Рокетс (2018-2019)
31 августа 2018 года Крисс был обменян вместе с Брэндоном Найтом в «Хьюстон Рокетс» на Райана Андерсона и Де'Энтони Мелтона. 30 октября 2018 года, пропустив первые пять игр сезона из-за растяжения левого голеностопа, Крисс дебютировал в составе «Рокетс», набрав четыре очка и два подбора. «Рокетс» отказались от опции команды на 4 миллиона долларов на сезон 2019-20 годов по контракту новичка Крисса, что сделало бы его свободным агентом по окончании сезона.

### Кливленд Кавальерс (2019)
7 февраля 2019 года Крисс был приобретен командой «Кливленд Кавальерс» в ходе трехсторонней сделки с участием «Рокетс» и «Сакраменто Кингз». 12 марта Крисс был дисквалифицирован на одну игру без сохранения заработной платы из-за перепалки с Сержем Ибакой во время матча с «Торонто Рэпторс».

### Голден Стэйт Уорриорз (2019-2021)
1 октября 2019 года Крисс подписал контракт с «Голден Стэйт Уорриорз». Он был отчислен «Уорриорз» 7 января 2020 года, чтобы клуб мог освободить место  в платежной ведомости для подписания Дэмиона Ли, который получил гарантированный контракт до конца сезона 2019-20. Крисс набирал в среднем 7,3 очка и 5,4 подбора за игру, заслужив уважение товарищей по команде и тренеров. В том сезоне «Уорриорз» столкнулись с жестким лимитом, что не позволило им бы сохранить в составе одновременно Ли и Крисса. 15 января «Уорриорз» переподписали Крисса на двусторонний контракт, который позже был преобразован в 2-летний контракт до конца сезона. 26 декабря 2020 года Крисс получил перелом правой ноги и пропустил остаток сезона.
25 марта 2021 года Крисс был обменян вместе с денежной компенсацией в «Сан-Антонио Сперс» на права на Кэди Лаланна. Через три дня Крисс был отчислен «Сперс».
23 сентября 2021 года Крисс подписал двусторонний контракт с «Портленд Трэйл Блэйзерс», но 16 октября был отчислен.

### Даллас Маверикс (2021-2022)
21 декабря 2021 года Крисс подписал 10-дневный контракт с «Даллас Маверикс». 31 декабря он подписал второй 10-дневный контракт с «Маверикс», а 10 января 2022 года подписал третий 10-дневный контракт. 15 января он подписал двухлетний контракт.
24 июня 2022 года Крисс был обменян вместе с Бобаном Марьяновичем, Треем Берком, Стерлингом Брауном и правами на Венделла Мура-младшего в «Хьюстон Рокетс» на Кристиана Вуда.
30 сентября 2022 года Крисс был обменян вместе с Треем Берком, Дэвидом Нвабой и Стерлингом Брауном в «Оклахома-Сити Тандер» на Деррика Фэйворса, Тая Джерома, Мориса Харклесса, Тео Маледона и будущий выбор второго раунда на драфте.
17 октября 2022 года Крисс был отчислен «Тандер».

### Висконсин Херд (2024)
1 февраля 2024 года Крисс присоединился к «Висконсин Херд» из Джи-Лиги НБА.

### Шаньдун Хай-Спид Кирин (2024–настоящее время)
24 августа 2024 года Крисс подписал контракт с «Шаньдун Хай-Спид Кирин» из Китайской баскетбольная ассоциация.

## Статистика

### Статистика в НБА
| Сезон                                                                                    | Команда      | Регулярный сезон | Регулярный сезон | Регулярный сезон | Регулярный сезон | Регулярный сезон | Регулярный сезон | Регулярный сезон | Регулярный сезон | Регулярный сезон | Регулярный сезон | Регулярный сезон | Серия плей-офф | Серия плей-офф | Серия плей-офф | Серия плей-офф | Серия плей-офф | Серия плей-офф | Серия плей-офф | Серия плей-офф | Серия плей-офф | Серия плей-офф | Серия плей-офф |
| Сезон                                                                                    | Команда      | GP               | GS               | MPG              | FG%              | 3P%              | FT%              | RPG              | APG              | SPG              | BPG              | PPG              | GP             | GS             | MPG            | FG%            | 3P%            | FT%            | RPG            | APG            | SPG            | BPG            | PPG            |
| ---------------------------------------------------------------------------------------- | ------------ | ---------------- | ---------------- | ---------------- | ---------------- | ---------------- | ---------------- | ---------------- | ---------------- | ---------------- | ---------------- | ---------------- | -------------- | -------------- | -------------- | -------------- | -------------- | -------------- | -------------- | -------------- | -------------- | -------------- | -------------- |
| 2016/17                                                                                  | Финикс       | 82               | 75               | 21,3             | 44,9             | 32,1             | 62,4             | 4,2              | 0,7              | 0,8              | 0,9              | 9,2              | Не участвовал  | Не участвовал  | Не участвовал  | Не участвовал  | Не участвовал  | Не участвовал  | Не участвовал  | Не участвовал  | Не участвовал  | Не участвовал  | Не участвовал  |
| 2017/18                                                                                  | Финикс       | 72               | 49               | 21,2             | 42,3             | 29,5             | 60,8             | 5,5              | 1,2              | 0,7              | 1,0              | 7,7              | Не участвовал  | Не участвовал  | Не участвовал  | Не участвовал  | Не участвовал  | Не участвовал  | Не участвовал  | Не участвовал  | Не участвовал  | Не участвовал  | Не участвовал  |
| 2018/19                                                                                  | Хьюстон      | 16               | 0                | 6,5              | 32,4             | 6,7              | 85,7             | 1,8              | 0,4              | 0,1              | 0,3              | 1,8              | Не участвовал  | Не участвовал  | Не участвовал  | Не участвовал  | Не участвовал  | Не участвовал  | Не участвовал  | Не участвовал  | Не участвовал  | Не участвовал  | Не участвовал  |
| 2018/19                                                                                  | Кливленд     | 27               | 2                | 14,6             | 38,4             | 26,3             | 68,4             | 4,2              | 0,6              | 0,6              | 0,3              | 5,7              | Не участвовал  | Не участвовал  | Не участвовал  | Не участвовал  | Не участвовал  | Не участвовал  | Не участвовал  | Не участвовал  | Не участвовал  | Не участвовал  | Не участвовал  |
| 2019/20                                                                                  | Голден Стэйт | 59               | 21               | 20,3             | 54,5             | 20,5             | 76,9             | 6,2              | 1,9              | 0,7              | 1,1              | 9,3              | Не участвовал  | Не участвовал  | Не участвовал  | Не участвовал  | Не участвовал  | Не участвовал  | Не участвовал  | Не участвовал  | Не участвовал  | Не участвовал  | Не участвовал  |
| 2020/21                                                                                  | Голден Стэйт | 2                | 0                | 13,4             | 35,7             | 20,0             | 50,0             | 6,5              | 1,0              | 0,0              | 1,0              | 6,5              | Не участвовал  | Не участвовал  | Не участвовал  | Не участвовал  | Не участвовал  | Не участвовал  | Не участвовал  | Не участвовал  | Не участвовал  | Не участвовал  | Не участвовал  |
| 2021/22                                                                                  | Даллас       | 34               | 0                | 10,2             | 46,3             | 32,0             | 66,7             | 3,0              | 0,5              | 0,4              | 0,4              | 4,5              | 8              | 0              | 3,8            | 50,0           | 50,0           | 83,3           | 1,1            | 0,0            | 0,0            | 0,0            | 1,8            |
|                                                                                          | Всего        | 292              | 147              | 18,3             | 45,6             | 29,0             | 66,7             | 4,7              | 1,0              | 0,6              | 0,8              | 7,6              | 8              | 0              | 3,8            | 50,0           | 50,0           | 83,3           | 1,1            | 0,0            | 0,0            | 0,0            | 1,8            |
| Наведите курсор мыши на аббревиатуры в заголовке таблицы, чтобы прочесть их расшифровку. |              |                  |                  |                  |                  |                  |                  |                  |                  |                  |                  |                  |                |                |                |                |                |                |                |                |                |                |                |

### Статистика в Джи-Лиге
| Сезон                                                                                    | Команда        | Регулярный сезон | Регулярный сезон | Регулярный сезон | Регулярный сезон | Регулярный сезон | Регулярный сезон | Регулярный сезон | Регулярный сезон | Регулярный сезон | Регулярный сезон | Регулярный сезон | Серия плей-офф | Серия плей-офф | Серия плей-офф | Серия плей-офф | Серия плей-офф | Серия плей-офф | Серия плей-офф | Серия плей-офф | Серия плей-офф | Серия плей-офф | Серия плей-офф |
| Сезон                                                                                    | Команда        | GP               | GS               | MPG              | FG%              | 3P%              | FT%              | RPG              | APG              | SPG              | BPG              | PPG              | GP             | GS             | MPG            | FG%            | 3P%            | FT%            | RPG            | APG            | SPG            | BPG            | PPG            |
| ---------------------------------------------------------------------------------------- | -------------- | ---------------- | ---------------- | ---------------- | ---------------- | ---------------- | ---------------- | ---------------- | ---------------- | ---------------- | ---------------- | ---------------- | -------------- | -------------- | -------------- | -------------- | -------------- | -------------- | -------------- | -------------- | -------------- | -------------- | -------------- |
| 2023/24                                                                                  | Висконсин Херд | 8                | 2                | 18,3             | 45,2             | 25,0             | 76,9             | 5,5              | 1,4              | 0,9              | 0,6              | 13,4             | Не участвовал  | Не участвовал  | Не участвовал  | Не участвовал  | Не участвовал  | Не участвовал  | Не участвовал  | Не участвовал  | Не участвовал  | Не участвовал  | Не участвовал  |
|                                                                                          | Всего          | 8                | 2                | 18,3             | 45,2             | 25,0             | 76,9             | 5,5              | 1,4              | 0,9              | 0,6              | 13,4             | Не участвовал  | Не участвовал  | Не участвовал  | Не участвовал  | Не участвовал  | Не участвовал  | Не участвовал  | Не участвовал  | Не участвовал  | Не участвовал  | Не участвовал  |
| Наведите курсор мыши на аббревиатуры в заголовке таблицы, чтобы прочесть их расшифровку. |                |                  |                  |                  |                  |                  |                  |                  |                  |                  |                  |                  |                |                |                |                |                |                |                |                |                |                |                |

### Статистика в NCAA
| Сезон | Команда   | Conf   | Class | GP | GS | MPG  | FG%  | 3P%  | FT%  | RPG | APG | SPG | BPG | PPG  |
| --- | --------- | ------ | ----- | -- | -- | ---- | ---- | ---- | ---- | --- | --- | --- | --- | ---- |
| 2015/16 | Вашингтон | Pac-12 | FR    | 34 | 34 | 24,9 | 53,0 | 35,0 | 68,2 | 5,4 | 0,8 | 0,9 | 1,6 | 13,7 |
| Всего | Всего     | Всего  | Всего | 34 | 34 | 24,9 | 53,0 | 35,0 | 68,2 | 5,4 | 0,8 | 0,9 | 1,6 | 13,7 |
| Наведите курсор мыши на аббревиатуры в заголовке таблицы, чтобы прочесть их расшифровку Статистика приведена с сайта sports-reference.com |           |        |       |    |    |      |      |      |      |     |     |     |     |      |